# Narges Mohammadi
Pour les articles homonymes, voir Mohammadi.
Narges Mohammadi (en persan : نرگس محمدی), née le 21 avril 1972, est une militante iranienne des droits humains et vice-présidente du Defenders of Human Rights Center (en), dirigé par la lauréate du prix Nobel de la paix Shirin Ebadi. Pour son action en faveur des droits humains, elle est arrêtée et détenue à plusieurs reprises depuis 1998. Amnesty International proteste contre sa détention comme prisonnière d'opinion. À chaque fois, divers gouvernements, organismes internationaux, et commissions législatives réclament sa libération.
En mai 2016, elle est encore condamnée à Téhéran, à 16 ans d'emprisonnement pour avoir créé et dirigé « un mouvement de défense des droits de l'homme qui milite pour l'abolition de la peine de mort ». Elle est libérée en octobre 2020, mais emprisonnée de nouveau quelques mois plus tard.
Alors qu'elle est en détention à la prison d'Evin, elle reçoit le prix Nobel de la paix 2023. 

## Jeunesse, débuts professionnels et militants
Narges Mohammadi naît le 21 avril 1972 à Zanjan, capitale de la province homonyme dans le nord-ouest de l'Iran. Elle fréquente l'université internationale Imam-Khomeini, reçoit un diplôme en physique et devient ingénieur professionnel. Au cours de sa carrière universitaire, elle écrit des articles soutenant les droits des femmes dans le journal étudiant et est arrêtée lors de deux réunions du groupe étudiant politique Tashakkol Daaneshjuyi Roshangaraan (« Groupe d'étudiants éclairés »),. Elle est également active dans un groupe d'alpinisme, mais en raison de ses activités politiques, elle est ensuite empêchée de participer aux ascensions.
Narges Mohammadi travaille ensuite comme journaliste pour plusieurs journaux réformateurs et publie un livre d'essais politiques intitulé Les réformes, la stratégie et la tactique. En 2003, elle rejoint le Defenders of Human Rights Center (en) (DHRC), dirigé par la lauréate du prix Nobel de la paix Shirin Ebadi ; elle devient plus tard la vice-présidente de l'association.
En 1999, elle épouse un autre journaliste pro-réforme, Taghi Rahmani, qui peu de temps après est arrêté pour la première fois,. Taghi Rahmani déménage en France en 2012 après avoir purgé un total de quatorze ans de prison, mais Narges Mohammadi reste sur place pour continuer son combat en faveur des droits humains. Narges Mohammadi et Taghi Rahmani ont des enfants jumeaux, Ali et Kiana.

## Militantisme et détentions
Narges Mohammadi est arrêtée pour la première fois en 1998 pour ses critiques du gouvernement iranien ; elle passe un an en prison.
En avril 2010, elle est convoquée devant le tribunal révolutionnaire islamique pour son appartenance à la DHRC. Elle est brièvement libérée sous caution de l'équivalent de 50 000 $ US, mais elle est arrêtée à nouveau plusieurs jours plus tard et détenue à la prison d'Evin. La santé de Narges Mohammadi décline pendant sa détention, elle contracte une maladie similaire à l'épilepsie qui lui fait perdre périodiquement le contrôle musculaire. Au bout d'un mois, elle est libérée et autorisée à se rendre à l'hôpital.
Narges Mohammadi est de nouveau poursuivie en justice en juillet 2011, il lui est reproché : « d'avoir agi contre la sécurité nationale, l'appartenance à la DHRC et la propagande contre le régime », et est reconnue coupable. En septembre, elle est condamnée à 11 ans d'emprisonnement. Narges Mohammadi a déclaré qu'elle n'avait eu connaissance du verdict que par l'intermédiaire de ses avocats et qu'elle avait « reçu un jugement sans précédent de 23 pages rendu par le tribunal dans lequel ils ont assimilé à plusieurs reprises mes activités en faveur des droits de l'homme à des tentatives de renversement du régime ».
En mars 2012, la peine est confirmée par la cour d'appel, mais elle est réduite à six ans. Le 26 avril suivant, elle est arrêtée pour commencer à purger sa peine.
La condamnation est dénoncée par le ministère britannique des Affaires étrangères, qui proteste et la qualifie de « triste exemple des tentatives des autorités iraniennes de faire taire les courageux défenseurs des droits humains ». Amnesty International la déclare prisonnière d'opinion et réclame sa libération immédiate. Reporters sans frontières lance un appel au nom de Narges Mohammadi à l'occasion du neuvième anniversaire de la mort du photographe Zahra Kazemi à la prison d'Evin, déclarant que Narges Mohammadi est une prisonnière dont la vie est « en danger particulier ».
En juillet 2012, un groupe international de législateurs appelle à sa libération, notamment le sénateur américain Mark Kirk, l'ancien procureur général du Canada Irwin Cotler, le député britannique Denis MacShane, le député australien Michael Danby, la députée italienne Fiamma Nirenstein et le député lituanien Emanuelis Zingeris.
Le 31 juillet 2012, Narges Mohammadi est libérée de prison.
Elle prononce le 31 octobre 2014 un discours sur la tombe de Sattar Beheshti, déclarant : « Comment se fait-il que les parlementaires proposent un plan pour la promotion de la vertu et la prévention du vice, mais personne ne s'est prononcé il y a deux ans, lorsqu'un être humain innocent du nom de Sattar Beheshti est mort sous la torture entre les mains de son interrogateur ? ». Malgré l'acte de violence extrême contre Sattar Beheshti, qui a fait l'objet d'un tollé international en 2012, son cas soulève encore des questions et la prison d'Evin est toujours témoin aujourd'hui de torture et d'arrestations injustes de défenseurs des droits humains. La vidéo du discours du 31 octobre de Narges Mohammadi devient rapidement virale sur les réseaux sociaux, ce qui l'amène à être convoquée au tribunal de la prison d'Evin. « Dans la convocation que j'ai reçue le 5 novembre 2014, il est indiqué que je dois me rendre « pour accusation », mais il n'y a aucune autre explication sur ces accusations », a-t-elle déclaré.
Le 5 mai 2015, Narges Mohammadi est de nouveau arrêtée sur la base de nouvelles accusations.
Un tribunal révolutionnaire de Téhéran la déclare en mai 2016 coupable d'avoir « établi et dirigé le groupe clandestin illégal Legam », un mouvement de défense des droits humains qui milite pour l'abolition de la peine de mort. Elle est condamnée à une peine de 16 ans de prison. En janvier 2019, Narges Mohammadi aurait entamé une grève de la faim, avec la citoyenne anglo-iranienne Nazanin Zaghari-Ratcliffe, détenue à la prison d'Evin à Téhéran, pour protester contre le refus d'accès aux soins médicaux.
Le 8 octobre 2020, Narges Mohammadi est libérée de prison. Mais elle est à nouveau arrêtée quelques mois plus tard, condamnée dans un premier temps à 30 mois de prison, auxquels est ajoutée une peine supplémentaire de huit ans en 2022, et encore d'une année d'enfermement de plus en 2023. Au total, elle doit purger 10 ans et 9 mois de prison. C'est sa treizième arrestation.
Pendant son séjour dans les geôles iraniennes, elle recueille les témoignages de prisonnières. Ses entretiens sont publiés en 2022 sous le titre White Torture. En septembre 2023, en compagnie de plusieurs codétenues de la prison d'Evin, elle brûle son hejab pour marquer l'anniversaire de la mort de Mahsa Amini.
Elle reçoit le prix Olof-Palme pour les droits de l'homme en janvier 2023, en même temps que Marta Chumalo (uk) et Eren Keskin,.
Alors qu'elle est en détention à la prison d'Evin, elle est lauréate du prix Nobel de la paix le 6 octobre 2023,.
Prisonnière, elle ne peut évidemment pas se rendre à Oslo pour recevoir son prix. Elle parvient néanmoins à faire passer un discours  pour la cérémonie de réception de son prix (disponible sur le site du Nobel ). Elle y réaffirme son combat pour la liberté contre le "régime religieux tyrannique et misogyne"  qui l'enferme " "derrière les hauts murs froids d'une prison". Son texte est lu par ses jumeaux de 17 ans lors d'une cérémonie où son absence est symbolisée par un siège vide.
Le 16 janvier 2024, Narges Mohammadi voit sa peine de prison prolongée de 15 mois pour « diffusion de propagande ».
Elle appelle en mars 2024 à « criminaliser l'apartheid de genre », dénonçant une « ségrégation systématique et institutionnalisée » à l'égard des femmes en Iran. En août 2024, elle participe avec d'autres détenues à un rassemblement de protestation contre l'exécution de Gholamreza Rasaei, un jeune kurde qui avait participé aux manifestations du mouvement « Femme, vie, liberté ».
Le même année, elle est battue par les gardiens de sa prison, alors qu'elle proteste avec d'autres détenues contre une série d'exécutions, au point qu'elle fait une crise cardiaque entraînant son hospitalisation en urgence et que sa famille craint pour sa vie.
Elle est temporairement libérée en décembre 2024, pour raisons médicales.
Narges Mohammadi a été nommée parmi les 100 personnes les plus influentes en 2024 par le Times Magazine, dans la catégorie leaders.

## Distinctions
- 2009 : prix Alexander-Langer, nommé en l'honneur du militant pour la paix Alexander Langer. Le prix est de 10 000 euros[4].
- 2010 : Lorsque la lauréate du prix Nobel Shirin Ebadi remporte le prix Felix-Ermacora des droits de l'homme, elle le dédie à Narges Mohammadi. « Cette femme courageuse mérite ce prix plus que moi », a déclaré Shirin Ebadi[32].
- 2011 : prix Per-Anger, le prix international du gouvernement suédois pour les droits de l'homme.
- Prix des droits de l'homme 2016 de la ville allemande de Weimar.
- Prix Andrei Sakharov 2018 de la Société américaine de physique.
- Prix Olof-Palme pour les droits de l'homme, janvier 2023.
- Prix mondial de la liberté de la presse, 2023[33].
- Prix Nobel de la paix 2023[18] « pour son combat contre l'oppression des femmes en Iran et pour sa lutte pour promouvoir les droits humains et la liberté de tous »[17]. Cette récompense est un symbole qui reconnaît le combat des Iraniennes pour leurs droits[17]. Le directeur de l'organisation norvégienne Iran Human Rights a exprimé le vœu que cette distinction attire l'attention de l'opinion publique sur le sort du peuple iranien[34]. La présidente du comité Nobel norvégien exhorte les autorités iraniennes à libérer Narges Mohammadi avant la remise du prix, en décembre 2023[34].